# ونکبرو (مین)
ونکبرو، مین (به انگلیسی: Vanceboro, Maine) یک سکونتگاه مسکونی در ایالات متحده آمریکا است که در شهرستان واشینگتن، مین واقع شده‌است.

## خصوصیات
ونکبرو ۵۸٫۰۲ کیلومترمربع مساحت و ۱۴۰ نفر جمعیت دارد و ۱۲۱ متر بالاتر از سطح دریا واقع شده‌است.